# Maximilian Grüllenbeck
Maximilian Grüllenbeck (* 12. Mai 1906 in München; † 11. Juli 1990 ebenda) war ein deutscher Landschaftsmaler.
Grüllenbecks Bilder wurden unter anderen um 1938 in der Münchner Künstlergenossenschaft, der Neuen Pinakothek München und im Kunstverein München ausgestellt oder wurden laut Aussage von Edwin Karrer von der Stadt München erworben.

## Werke (Auswahl)
- Viehweide in der Voralpen
- Abend am Halblech
- Herbstlicher Abend im Huosigau
- Nordseebad Borkum